# Vyacheslav Amin
Vyacheslav Amin (10 dicembre 1976) è un ex calciatore kirghiso, di ruolo difensore.